# Giuseppe Scarlata Xibilia Platamone
Giuseppe Scarlata Xibilia Platamone (Siracusa, 22 aprile 1773 – Marsiglia, 23 agosto 1835) è stato un generale e nobile italiano.

## Biografia
Capitano nel 1799, partecipò alla campagna d'Italia, divenendo aiutante di campo del generale Edme Aimé Lucotte. Fu nominato cavaliere della Legion d'onore il 14 giugno 1804 e diventò colonnello il 7 novembre 1806, nel 2º Reggimento cacciatori napoletani. Fu nominato commendatore dell'Ordine reale delle Due Sicilie il 19 maggio 1808. Fu promosso generale di brigata il 7 aprile 1809 e generale di divisione il 15 novembre 1813, al servizio del Regno di Napoli, come comandante della 3ª Divisione territoriale Chieti. Durante i Cento giorni, riprese le armi al servizio della Francia, con il grado di generale di divisione francese il 19 maggio 1815.